# Ernst Lodewijk II van Saksen-Meiningen
Ernst Lodewijk II van Saksen-Meiningen (Coburg, 8 augustus 1709 - Meiningen, 24 februari 1729) was van 1724 tot aan zijn dood hertog van Saksen-Meiningen. Hij behoorde tot de Ernestijnse linie van het huis Wettin.

## Levensloop
Ernst Lodewijk II was de derde zoon van hertog Ernst Lodewijk I van Saksen-Meiningen en diens eerste echtgenote Dorothea Maria, dochter van hertog Frederik I van Saksen-Gotha-Altenburg.
In maart 1724 werd hij na het overlijden van zijn oudere broer Jozef Bernhard erfprins van Saksen-Meiningen. Enkele maanden later, in november 1724, volgde Ernst Lodewijk zijn vader op als hertog van Saksen-Meiningen.
Zijn vader had het eerstgeboorterecht doorgevoerd in Saksen-Meiningen en zijn broer Frederik Willem en schoonbroer Frederik II van Saksen-Gotha-Altenburg aangesteld als regenten voor zijn minderjarige zoon. Hierbij werd de halfbroer van zijn vader, Anton Ulrich, gepasseerd, waardoor die tegen de regeling protesteerde.
In februari 1729 stierf Ernst Lodewijk I op 19-jarige leeftijd, een jaar voor hij zijn meerderjarigheid bereikte. Door zijn jonge leeftijd was hij ongehuwd en kinderloos gebleven, waardoor hij opgevolgd werd door zijn jongere broer Karel Frederik. 